# بيتينكورت ليوناردو
بيتينكورت ليوناردو (19 ديسمبر 1993 ألمانيا - ) هو لاعب كرة قدم برازيلي، يلعب كلاعب وسط.

## وصلات خارجية
بيتينكورت ليوناردو على موقع قاعدة بيانات كرة القدم.إي يو (الإنجليزية)
- بيتينكورت ليوناردو على موقع بيانات كرة القدم. دي إي (الألمانية)
- بيتينكورت ليوناردو على موقع Soccerway.com (الإنجليزية)
- بيتينكورت ليوناردو على موقع عالم كرة القدم.نت (الإنجليزية)
- بيتينكورت ليوناردو على موقع أوليمبيديا (الإنجليزية)
- بيتينكورت ليوناردو على موقع اللجنة الأولمبية الألمانية (الألمانية)
- بيتينكورت ليوناردو على موقع AS.com (الإسبانية)